# Robert Fowler
Robert Gerald Fowler –conocido como Bobby Fowler– (Krugersdorp, 5 de diciembre de 1931–Johannesburgo, 27 de diciembre de 2001) es un deportista sudafricano que compitió en ciclismo en la modalidad de pista, especialista en la prueba de persecución por equipos.
Participó en tres Juegos Olímpicos de Verano, entre los años 1952 y 1960, obteniendo una medalla de plata en Helsinki 1952, en la prueba de persecución por equipos (junto con Alfred Swift, George Estman y Thomas Shardelow).

## Medallero internacional
| Juegos Olímpicos | Juegos Olímpicos      | Juegos Olímpicos | Juegos Olímpicos        |
| Año              | Lugar                 | Medalla          | Competición             |
| ---------------- | --------------------- | ---------------- | ----------------------- |
| 1952             | Helsinki ( Finlandia) | Medalla de plata | Persecución por equipos |